# 2000 في رومانيا
فيما يلي قوائم الأحداث التي وقعت خلال عام 2000 في رومانيا.

## سياسة

### تعيين في المنصب
- 26 يونيو – ترايان باسيسكو، عمدة بوخارست [الإنجليزية]‏.
- 1 ديسمبر – فاليريو زغونيا، عضو مجلس النواب في رومانيا.
- 20 ديسمبر – إيون إيليسكو، رئيس رومانيا [الإنجليزية]‏.
- 20 ديسمبر – نيكولاى فاكارويو، President of the Senate of Romania [الإنجليزية]‏.
- 28 ديسمبر – أدريان ناستاسه، قائمة رؤساء وزراء رومانيا.

### انتهاء فترة المنصب
- 26 يونيو – ترايان باسيسكو، عضو مجلس النواب في رومانيا.
- 20 ديسمبر – إميل كونستانتينسكو، رئيس رومانيا [الإنجليزية]‏.

## مواليد

### يناير
- 1 يناير – عليزا بن نون دبلوماسية إسرائيلية.

## وفيات

### يناير
- 1 يناير – ميكلوس ناغي (مواليد 1918) لاعب كرة قدم روماني.

### فبراير
- 8 فبراير – أيون جورجي مورير (مواليد 1902) سياسي روماني.[1]

### يونيو
- 24 يونيو – فينتيلا كوسيني (مواليد 1913) لاعب كرة قدم روماني.